# Голчастий ферит
Голчастий ферит - це мікроструктура фериту в сталі, яка характеризується голчастими кристалітами або зернами, які мають форму тонких лінзоподібних структур, якщо розглядати їх у двох вимірах. Ця мікроструктура має перевагу порівняно з іншими мікроструктурами, оскільки вона відрізняється хаотичним впорядкуванням, що сприяє підвищенню міцності.
Голчастий ферит утворюється всередині вихідних аустенітних зерен шляхом безпосереднього зародження на включеннях, що призводить до формування коротких феритових голок з виглядом «кошикового переплетення». Крім того, голчастий ферит відрізняється високими кутами між межами зерен фериту. Це також додатково зменшує ймовірність розколу, оскільки ці межі перешкоджають поширенню тріщин.
Повідомляється, що в зварювальних металах сталі C-Mn утворення зародків різної морфології фериту пов'язане з наявністю неметалічних включень, зокрема включень багатих киснем, певного типу та розміру. Ці включення взаємодіють з внутрішньозерновим зародженням голчастого фериту, який є дрібним відманштеттенським компонентом з оптимальною внутрішньозерновою дисперсією оксидних/сульфідних/силікатних частинок. Голчастий ферит має малий розмір зерна від 0,5 до 5 мкм і співвідношення сторін від 3:1 до 10:1, що сприяє максимальній стійкості до розповсюдження тріщин через відкол.
Контроль складу металу в зварному шві часто виконується з метою максимізації об'ємної частки дрібнозернистого бейніту, який має високу ударну в'язкість. Вищий вміст сплаву або швидше охолодження під час безперервного охолодження зазвичай сприяють затримці перетворень, які відбуваються при нижчих температурах, ближчих до початкової температури бейніту, і призводять до підвищення твердості. В сучасних металах зварного шва з низьколегованої сталі ефективність включень як центрів зародження може призводити до утворення дрібнозернистого бейніту як шляхом безперервного охолодження, так і шляхом ізотермічного перетворення при температурах нижчих за початкову температуру бейніту. Однак, в літературі може виникати певна плутанина, оскільки цей дрібнозернистий бейніт, який може мати схожу морфологію з голчастим феритом в оптичному мікроскопі, був названий деякими дослідниками "голчастим феритом". Зокрема, дивіться також відповідні джерела в літературі.

## Дивись також
- Евтектика
- Бейніт
- Мартенсит

## зовнішні посилання
- http://www.msm.cam.ac.uk/phase-trans/2007/acicular.html